# Кутепов, Владимир Семёнович
Владимир Семёнович Кутепов (1937—2014) — советский и российский физик, доктор технических наук (1992), профессор (1998). Действительный член Международной академии навигации и управления движением, заслуженный работник высшей школы РФ.

## Биография
Родился в семье военного деятеля С. Ф. Кутепова. В 1955 с золотой медалью окончил школу № 4 города Тулы и поступил на машиностроительный факультет Тульского механического института. Параллельно обучению занимался освоением целины, для чего ездил в Казахскую ССР. В 1961 получил диплом с отличием по специальности «Летательные аппараты», стал работать в Институте физики Земли АН СССР, где прошёл путь от лаборанта до младшего научного сотрудника отдела экспериментальной гравиметрии.
Защитил диссертацию, принимал участие в создании и организации серийного выпуска двух морских гравиметров для решения специальных задач ВПК СССР и разведки нефтяных районов в шельфовых зонах. Под непосредственным руководством И. Д. Папанина занимался аппаратным оснащением первого научного судна АН СССР «Академик Курчатов», на котором в 1966—1967 годах участвовал в экспедиции с экипажем из Калининграда через пролив Ла-Манш в акваторию Атлантического океана и обратно через Гибралтарский пролив и Средиземное море в Одессу.
С 1970 преподавал на кафедре ТММ в Тульском политехническом институте как ассистента, и с 1971 как доцента. С 1975 по 1980 был деканом вечернего факультета машиностроения, с 1980 по 1994 был проректором по вечернему и заочному обучению, а затем по научной работе и международным связям. В 1992 защитил докторскую диссертацию во Всесоюзном НИИ геофизики. В том же году стал секретарём Тульского отделения Международной академии управления движением, а в 1993 и членом профессорской ассоциации метрологов России. С 1993 по 1998 возглавлял кафедру подъёмно-транспортных машин и оборудования. С 1998 был профессором кафедры проектирования механизмов и деталей машин. При его непосредственном участии началась подготовка инженеров по специальности «Механизация переработки сельскохозяйственной продукции». Под его руководством было защищено 10 кандидатских диссертаций.
Был автором более 130 научных работ, в том числе 9 монографий и 2 учебных пособий, авторских свидетельств, защищённых патентами Российской Федерации и внедрённых в промышленность. Являлся дважды лауреатом премии им. С. И. Мосина, награждён медалью «Ветеран труда», почётными грамотами Государственного комитета по народному образованию СССР и Министерства оборонной промышленности СССР, отмечен нагрудными знаками высшей школы.

## Публикации
- Средства динамических испытаний морских гравиметров. Наука, 1986.[2]